# Resolució 2364 del Consell de Seguretat de les Nacions Unides
La Resolució 2364 del Consell de Seguretat de les Nacions Unides fou adoptada per unanimitat el 29 de juny de 2017. Amb aquesta resolució el Consell va ampliar el mandat de la Missió Multidimensional Integrada d'Estabilització de les Nacions Unides a Mali (MINUSMA) durant un any més fins al 30 de juny de 2018.

## Observacions
El representant francès es va complaure que les negociacions constructives hagin donat lloc a l'adopció unànime d'aquesta resolució. També es va enfortir la cooperació entre MINUSMA, les tropes del Sahel G5 i les tropes franceses. Ara la Secretaria i els països que aporten tropes proporcionarien a la MINUSMA els mitjans adequats per dur a terme el mandat.
El representant uruguaià va dir que recentment diverses operacions de pau tenien mancances sistemàtiques. Els països utilitzaven reserves nacionals no anunciades quan desplegaven les seves tropes, de vegades no tenien estructura de comandaments, no seguien les ordres, els civils es negaven a protegir-se o faltava material. S'havia arribat a un acord sobre la coherència dels mandats de les operacions de manteniment de la pau, però no hi havia trobat res en aquesta resolució.
Mali va agrair al Consell de Seguretat l'extensió de la força de pau. Hi havia crítiques pel seu finançament, s'havien d'assignar els recursos necessaris per enfortir i reformar l'exèrcit de Mali, i per desmobilitzar els excombatents. El representant del país va dir que el seu govern tenia la intenció d'implementar l'acord de pau.

## Contingut
Es va celebrar una conferència nacional al març de 2017 i es va crear una administració temporal al nord. Altres punts de l'acord de pau de 2015 es van retardar. El govern i les aliances rebels Plataforma d'Alger i Coordinació dels Moviments de l'Azawad han hagut de treballar en les activitats específiques de l'administració temporal al nord, la reforma de l'exèrcit i la policia, el desarmament, la desmobilització i la reinserció dels combatents, la revisió de la Constitució, acabar amb la impunitat de les violacions dels drets humans tant per l'exèrcit i els grups armats i la reconciliació.
Se celebraran eleccions en tots els nivells de govern en 2017 i 2018. Havien de ser justes i lliures. També s'ha d'aplicar la llei de desembre de 2015, que imposa una quota de 30 per cent de dones a les institucions nacionals.
Mentrestant, la situació a Mali era explosiva, tota mena de grups terroristes van ampliar el seu territori a la part central i sud del país i als països veïns. Entre aquests grups terroristes, el Moviment per la Unicitat i la Gihad a l'Àfrica Occidental (MUJAO), Al-Qaida del Magrib Islàmic (AQMI), Al-Mourabitoun, Ansar Dine, el Grup de Suport de l'Islam i els musulmans (Jama'at Nasr al-Islam wal Muslimin), Estat islàmic al Sàhara i Ansarul Islam.
Era la força francesa la que, a petició del govern de Mali, lluitava contra els grups terroristes. Cinc països de la regió, el "G5 Sahel", havien establert una força comuna per a les operacions frontereres. Els països del Sahel i els països sahrauís també van decidir establir un centre antiterrorista amb seu central al Caire. La força de manteniment de la pau de l'ONU encara no tenia les capacitats i la logística necessàries per dur a terme correctament el seu mandat. Al final de maig, alguns països havien promès les tropes i recursos. El seu mandat es va ampliar fins al 30 de juny de 2018.
La tasca principal de la missió era continuar ajudant a Mali amb l'aplicació de l'acord de pau. Altres tasques eren protegir la població contra els atacs asimètrics per grups terroristes, ajudar a desenvolupar l'exèrcit malià al centre i nord del país, i suport operatiu i logístic. La força de resposta ràpida de la UNOCI de Costa d'Ivori també podria ser transferida a Mali el més ràpidament possible. Es va tornar a concedir autorització a les tropes franceses a Mali per intervenir si un element de la força de pau es veia amenaçat.
Al mateix temps, Mali s'enfrontava a una crisi alimentària i humanitària, agreujada per la presència de grups armats, terroristes i xarxes criminals.